# Stegonia globifera
Stegonia globifera là một loài rêu trong họ Pottiaceae. Loài này được (Hampe) I. Hagen mô tả khoa học đầu tiên năm 1929.